# Надежда (Полтавская область)
Надежда (укр. Надежда) — село,
Надеждинский сельский совет,
Диканьский район,
Полтавская область,
Украина.
Код КОАТУУ — 5321084001. Население по переписи 2001 года составляло 458 человек.
Является административным центром Надеждинского сельского совета, в который, кроме того, входит село
Климковка

## Географическое положение
Село Надежда находится на берегу реки Великая Говтва, которая через 1 км впадает в реку Ольховая Говтва,
выше по течению примыкает село Климковка.
Рядом проходит автомобильная дорога Т-1721.

## Происхождение названия
На территории Украины 3 населённых пункта с названием Надежда.

## История
Во время гражданской войны на территории села было образовано три партизанские отряда, под руководством И. С. Подносова, И. М. Федорченко и К. Баранца. А. В. Сохань организовал повстанческий отряд численностью около 300 человек против Петлюры, немцев и гетьманцев, который принимал участие в освобождении Полтавы от петлюровцев в январе 1919 года.
В советское время в расположенном в селе колхозе «Красный партизан» имелось 2500 гектар земельных угодий. В колхозе выпащивалась озимая пшеница, кукуруза, сахарная свекла, было развито животноводство, в частности овцеводство, пчеловодство. В двух озёрах, находящихся в селе, разводили зеркальных карпов. Кроме того, имелось 35 гектар садов, пасека на 100 пчелосемей.
В селе имелась восьмилетняя школа, библиотека, клуб, где работали кружки художественной самодеятельности — хоровой, драматический, народных инструментов, комната-музей.

## Экономика
- АФ «Надия».

## Объекты социальной сферы
- Школа I—II ст.

## Достопримечательности
На месте казни партизана гражданской войны М. И. Завгороднего в селе сооружен памятник.

## Известные люди
В селе родился русский медик Иван Петрович Каменский.